# أبو رجوان البحري
قرية أبو رجوان البحري هي إحدى القرى التابعة لمركز البدرشين في محافظة الجيزة في جمهورية مصر العربية. حسب إحصاءات سنة 2006، بلغ إجمالي السكان في أبو رجوان البحرى 8522 نسمة، منهم 4362 رجل و4160 امرأة.